# Patrice Loko
 (avril 2025).
Si vous disposez d'ouvrages ou d'articles de référence ou si vous connaissez des sites web de qualité traitant du thème abordé ici, merci de compléter l'article en donnant les références utiles à sa vérifiabilité et en les liant à la section « Notes et références ».

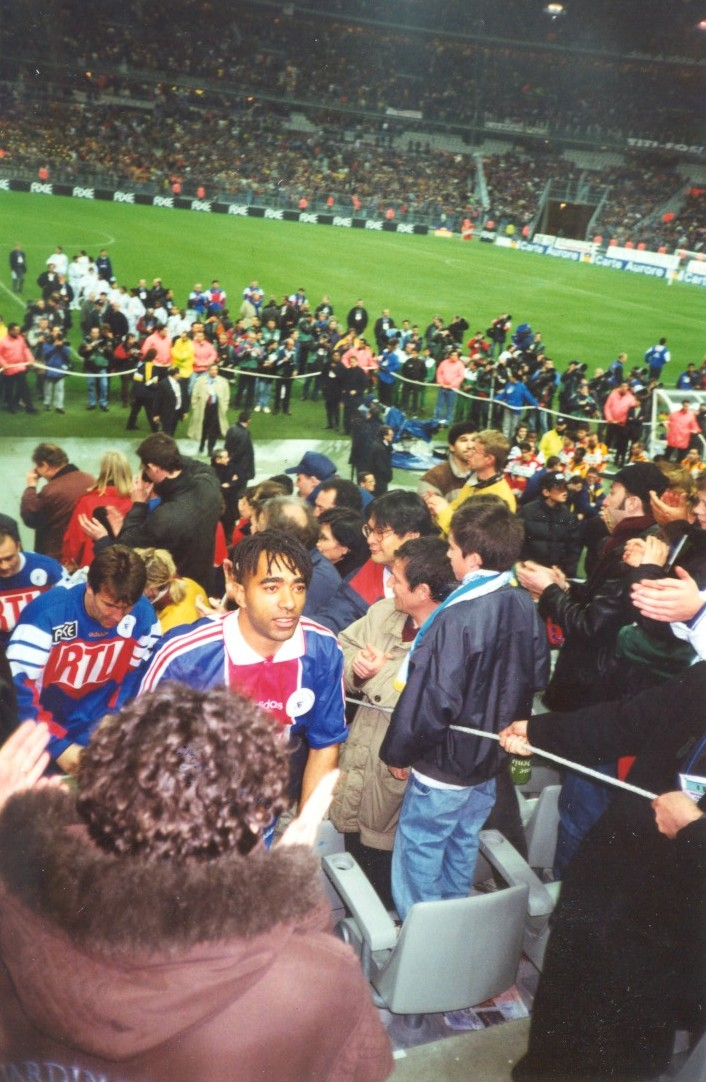
Patrice Loko à l'issue de la finale de la coupe de la Ligue 1998 au Stade de France

Patrice Loko, né le 6 février 1970 à Sully-sur-Loire (Loiret), est un footballeur international français. Durant sa carrière de joueur professionnel, entre 1988 et 2004, il évolue au poste d'attaquant.

## Biographie

### FC Nantes (1985-1995)
Découvert en Cadets nationaux à Amilly dans le Loiret au milieu des années 1980 et formé au FC Nantes, Patrice Loko commence à se révéler lors de la saison 1992-1993. Attaquant remuant, dévoreur d'espaces, véritable poison pour les défenses adverses, il forme avec l'avant-centre Nicolas Ouédec et le milieu gauche Reynald Pedros un trio offensif particulièrement efficace qui contribue à hisser le FC Nantes vers les premières places du championnat. L'équipe nantaise achève la saison 1992-1993 à la cinquième place du championnat et dispute la finale de la Coupe de France (défaite 3-0 contre le PSG). Son classement lui permet de retrouver la Coupe d'Europe (Coupe de l'UEFA) après six ans d'absence à ce niveau. Même si on lui reproche à cette période une certaine maladresse devant le but (il ne marque que 6 buts en championnat cette année-là), Patrice Loko est appelé début 1993 par Gérard Houllier en équipe de France. Il dispute son premier match avec les Bleus en amical contre le Sporting Portugal en janvier 1993 (il inscrit d'ailleurs un but), avant de connaître sa première sélection officielle quelques semaines plus tard contre Israël en éliminatoires du Mondial 1994 (victoire 4-0).
Perturbé par une blessure, Loko manque une grande partie de la saison 1993-1994, ce qui ne l'empêche pas de marquer 5 fois en 17 rencontres de championnat, signe d'une plus grande efficacité devant le but. Cette progression se confirme lors de la saison 1994-1995 au cours de laquelle il éclate véritablement. Cette année-là, le FC Nantes survole le football français, et remporte le championnat en effaçant le record d'invincibilité. Patrice Loko termine la saison meilleur buteur du championnat avec 22 buts (pour un seul penalty) dont un d'anthologie en début de saison contre le Paris Saint-Germain : une reprise de volée splendide sous la barre transversale de Bernard Lama ponctuant une action avec Pédros (et Cauet) où le ballon reste de longues secondes sans toucher la pelouse.
La forme resplendissante de Loko en club lui permet de retrouver la sélection nationale, désormais dirigée par Aimé Jacquet. Il est ainsi régulièrement titularisé à la pointe de l'équipe de France au cours des éliminatoires de l'Euro 1996.

### Paris Saint-Germain (1995-1998)
Les performances éclatantes de Patrice Loko sur le terrain vont néanmoins de pair avec une certaine fragilité psychologique. Durement éprouvé par la perte de son jeune fils survenue en décembre 1992, Patrice Loko est victime d'une grave dépression nerveuse en juillet 1995, peu de temps après avoir été transféré au Paris Saint-Germain. Il fait ainsi la une des journaux après avoir été placé en garde à vue à la suite d'une sortie agitée de boîte de nuit (en janvier 1998, le tribunal de Paris décide d'une dispense de peine alors que le parquet réclamait six mois de prison avec sursis et 3000 € d'amende).
Après deux mois d'absence, Loko retrouve finalement les terrains, avec son club tout d'abord au mois de septembre, puis en équipe de France à la fin de la même année. De retour à son meilleur niveau, il remporte la Coupe des Coupes à la pointe de l'attaque parisienne et partage régulièrement le poste d'avant-centre titulaire avec Christophe Dugarry lors de l'Euro 1996 en Angleterre. Il inscrit un but contre la Bulgarie lors du dernier match de poule (victoire 3-1).
La saison suivante, Patrice Loko finit meilleur buteur parisien de la saison (16 buts en championnat, 4 en Coupe d'Europe). Le PSG termine deuxième du championnat, échouant en finale de la Coupe des Coupes contre le FC Barcelone, sur un but de Ronaldo inscrit sur pénalty. Une nouvelle saison bien remplie pour Loko, mais qui le voit pourtant perdre progressivement sa place en équipe de France. En juin 1997, il n'est que très peu utilisé par Aimé Jacquet lors du Tournoi de France. Ses 30 minutes disputées contre l'Angleterre seront ses dernières avec le maillot bleu.
L'été 1997 le voit connaître un nouvel épisode dépressif et les arrivées conjointes de Marco Simone et Florian Maurice lui font perdre sa place comme titulaire à la pointe de l'attaque parisienne. Il ne renoue définitivement avec les terrains qu'à la fin de la saison et offre la coupe de la Ligue au PSG en avril 1998, face aux Girondins de Bordeaux (il donne les deux buts parisiens à Marco Simone puis Raí, avant d'inscrire le dernier tir au but). Au début de la saison 1998-1999, il retrouve au Paris-SG son ami du FC Nantes Nicolas Ouédec en provenance de l'Espanyol Barcelone, mais le duo n'est jamais associé en championnat de France. En septembre et octobre 1998, il apparaît sur le terrain lors de l'élimination en coupe des coupes contre le Maccabi Haïfa. Jamais titulaire après le remplacement de l'entraîneur Alain Giresse par le Portugais Artur Jorge, il quitte le club parisien en novembre 1998 pour rejoindre Lorient comme joker.

### Fin de carrière (1998-2004)
Il marque pour son premier match avec les « Merlus » contre Toulouse, et inscrit les deux buts de la victoire lorientaise contre son ancien club quelques semaines plus tard, le 19 décembre 1998. Sous les ordres de Christian Gourcuff, il se relance complètement dans le Morbihan. Il totalise neuf buts marqués avec les « Merlus », mais son efficacité retrouvée devant le but ne permet pas au club breton de se maintenir en première division.
Il signe ensuite au Montpellier HSC, rejoignant ses comparses Ouédec et Pedros, mais le trio nantais magique n'est jamais aligné ensemble. Patrice Loko est malgré tout le joueur le plus efficace de la formation héraultaise. Il joue ensuite pour Lyon, Troyes. Lors de l'été 2001, il fait alors partie de l'équipe auboise qui bat Newcastle United en coupe Intertoto, puis il parvient à marquer l'unique but troyen en championnat lors d'une victoire contre le PSG (1-0).
Il s'engage ensuite de nouveau avec Lorient (2002-2004), puis Ajaccio, où il prend sa retraite de joueur à l'issue de la saison 2003-2004. Le 2 avril 2004 au stade Louis-II, il marque son dernier but professionnel (3-3 entre Monaco et Ajaccio). Il joue ses dernières minutes le 23 mai 2004 à François-Coty contre Metz.

### Reconversion (depuis 2004)
En février 2006, il obtient le BEES 2e degré.
En 2008, il crée une société d'événementiel sportif et ouvre en 2011 un bar restaurant, La Bodeguita à Vannes, avec comme associé le rugbyman sénégalais Steeve Sargos.
En 2022, le magazine So Foot le classe dans le top 1000 des meilleurs joueurs du championnat de France, à la 115e place.

## Statistiques

### Générales
| Saison                | Club                  | Championnat           | Championnat | Championnat | Coupe nationale | Coupe nationale | Coupe de la Ligue | Coupe de la Ligue | Supercoupe | Supercoupe | Compétition(s) continentale(s) | Compétition(s) continentale(s) | Compétition(s) continentale(s) | Supercoupe UEFA | Supercoupe UEFA | France | France | Total | Total |
| Saison                | Club                  | Division              | M.          | B.          | M.              | B.              | M.                | B.                | M.         | B.         | Comp.                          | M.                             | B.                             | M.              | B.              | M.     | B.     | M.    | B.    |
| 1988-1989             | FC Nantes             | Division 1            | 3           | 0           | -               | -               | -                 | -                 | -          | -          | -                              | -                              | -                              | -               | -               | -      | -      | 3     | 0     |
| 1989-1990             | FC Nantes             | Division 1            | 27          | 3           | 1               | 0               | -                 | -                 | -          | -          | -                              | -                              | -                              | -               | -               | -      | -      | 28    | 3     |
| 1990-1991             | FC Nantes             | Division 1            | 29          | 3           | 2               | 0               | -                 | -                 | -          | -          | -                              | -                              | -                              | -               | -               | -      | -      | 31    | 3     |
| 1991-1992             | FC Nantes             | Division 1            | 32          | 2           | 1               | 0               | -                 | -                 | -          | -          | -                              | -                              | -                              | -               | -               | -      | -      | 33    | 2     |
| 1992-1993             | FC Nantes             | Division 1            | 35          | 7           | 6               | 2               | -                 | -                 | -          | -          | -                              | -                              | -                              | -               | -               | 2      | 0      | 43    | 9     |
| 1993-1994             | FC Nantes             | Division 1            | 17          | 5           | 5               | 2               | -                 | -                 | -          | -          | -                              | -                              | -                              | -               | -               | -      | -      | 22    | 7     |
| 1994-1995             | FC Nantes             | Division 1            | 37          | 22          | 1               | 0               | 2                 | 0                 | -          | -          | C3                             | 8                              | 3                              | -               | -               | 6      | 2      | 54    | 27    |
| Sous-total            | Sous-total            | Sous-total            | 180         | 42          | 16              | 4               | 2                 | 0                 | -          | -          | -                              | 8                              | 3                              | -               | -               | 8      | 2      | 214   | 51    |
| 1995-1996             | Paris Saint-Germain   | Division 1            | 27          | 8           | 3               | 2               | 1                 | 1                 | -          | -          | C2                             | 8                              | 4                              | -               | -               | 11     | 4      | 50    | 19    |
| 1996-1997             | Paris Saint-Germain   | Division 1            | 38          | 16          | 2               | 1               | -                 | -                 | -          | -          | C2                             | 7                              | 4                              | 2               | 0               | 7      | 1      | 56    | 22    |
| 1997-1998             | Paris Saint-Germain   | Division 1            | 10          | 0           | 2               | 0               | 2                 | 0                 | -          | -          | C1                             | 1                              | 0                              | -               | -               | -      | -      | 15    | 0     |
| 1998-1999             | Paris Saint-Germain   | Division 1            | 9           | 0           | -               | -               | -                 | -                 | 1          | 0          | C2                             | 2                              | 0                              | -               | -               | -      | -      | 12    | 0     |
| Sous-total            | Sous-total            | Sous-total            | 84          | 24          | 7               | 3               | 3                 | 1                 | 1          | 0          | -                              | 18                             | 8                              | 2               | 0               | 18     | 5      | 133   | 41    |
| 1998-1999             | FC Lorient            | Division 1            | 20          | 9           | 1               | 0               | 1                 | 0                 | -          | -          | -                              | -                              | -                              | -               | -               | -      | -      | 22    | 9     |
| Sous-total            | Sous-total            | Sous-total            | 20          | 9           | 1               | 0               | 1                 | 0                 | -          | -          | -                              | -                              | -                              | -               | -               | -      | -      | 22    | 9     |
| 1999-2000             | Montpellier HSC       | Division 1            | 26          | 8           | 1               | 1               | 1                 | 0                 | -          | -          | CI+C3                          | 7+4                            | 0+2                            | -               | -               | -      | -      | 39    | 11    |
| 2000-2001             | Montpellier HSC       | Division 2            | 1           | 0           | -               | -               | 1                 | 0                 | -          | -          | -                              | -                              | -                              | -               | -               | -      | -      | 2     | 0     |
| Sous-total            | Sous-total            | Sous-total            | 27          | 8           | 1               | 1               | 2                 | 0                 | -          | -          | -                              | 11                             | 2                              | -               | -               | -      | -      | 41    | 11    |
| 2000-2001             | Olympique lyonnais    | Division 1            | 2           | 0           | 2               | 1               | 1                 | 0                 | -          | -          | C1                             | 3                              | 0                              | -               | -               | -      | -      | 8     | 1     |
| Sous-total            | Sous-total            | Sous-total            | 2           | 0           | 2               | 1               | 1                 | 0                 | -          | -          | -                              | 3                              | 0                              | -               | -               | -      | -      | 8     | 1     |
| 2001-2002             | ESTAC Troyes          | Division 1            | 27          | 8           | 2               | 0               | 1                 | 0                 | -          | -          | C3                             | 4                              | 3                              | -               | -               | -      | -      | 34    | 11    |
| Sous-total            | Sous-total            | Sous-total            | 27          | 8           | 2               | 0               | 1                 | 0                 | -          | -          | -                              | 4                              | 3                              | -               | -               | -      | -      | 34    | 11    |
| 2002-2003             | FC Lorient            | Ligue 2               | 38          | 10          | 4               | 2               | 1                 | 0                 | 1          | 1          | C3                             | 2                              | 0                              | -               | -               | -      | -      | 46    | 13    |
| 2003-2004             | FC Lorient            | Ligue 2               | 10          | 0           | 2               | 0               | -                 | -                 | -          | -          | -                              | -                              | -                              | -               | -               | -      | -      | 12    | 0     |
| Sous-total            | Sous-total            | Sous-total            | 48          | 10          | 6               | 2               | 1                 | 0                 | 1          | 1          | -                              | 2                              | 0                              | -               | -               | -      | -      | 58    | 13    |
| 2004-2004             | AC Ajaccio            | Ligue 1               | 13          | 1           | -               | -               | -                 | -                 | -          | -          | -                              | -                              | -                              | -               | -               | -      | -      | 13    | 1     |
| Sous-total            | Sous-total            | Sous-total            | 13          | 1           | -               | -               | -                 | -                 | -          | -          | -                              | -                              | -                              | -               | -               | -      | -      | 13    | 1     |
| Total sur la carrière | Total sur la carrière | Total sur la carrière | 401         | 102         | 35              | 11              | 11                | 1                 | 2          | 1          | -                              | 46                             | 16                             | 2               | 0               | 26     | 7      | 523   | 138   |

### Buts internationaux
| Buts internationaux de Patrice Loko | Buts internationaux de Patrice Loko | Buts internationaux de Patrice Loko | Buts internationaux de Patrice Loko | Buts internationaux de Patrice Loko | Buts internationaux de Patrice Loko | Buts internationaux de Patrice Loko | Buts internationaux de Patrice Loko | Buts internationaux de Patrice Loko | Buts internationaux de Patrice Loko |
| #                                   | Date | Lieu | Compétition | Résultat | Adversaire | Détails | Détails | Détails | Sél. |
| ----------------------------------- | --- | --- | --- | --- | --- | --- | --- | --- | --- |
| 1er                                 | 13 décembre 1994 | Stade Hüseyin-Avni-Aker, Trabzon, Turquie                                                                                                | Éliminatoires de l'Euro 1996 | V 2 - 0 | Azerbaïdjan | 55e | du pied droit | 2-0 | 5e |
| 2e                                  | 18 janvier 1995 | Stade de Galgenwaard, Utrecht, Pays-Bas                                                                                                  | Match amical | V 1 - 0 | Pays-Bas | 45e | du pied droit | 1-0 | 6e |
| 3e                                  | 21 février 1996 | Stade des Costières, Nîmes, France | Match amical | V 3 - 1 | Grèce | 30e | de la tête | 1-1 | 11e |
| 4e                                  | 21 février 1996 | Stade des Costières, Nîmes, France | Match amical | V 3 - 1 | Grèce | 47e | s.p du pied droit | 2-1 | 11e |
| 5e                                  | 29 mai 1996 | Stade de la Meinau, Strasbourg, France                                                                                                   | Match amical | V 2 - 0 | Finlande | 15e | du pied droit | 1-0 | 12e |
| 6e                                  | 18 juin 1996 | St James' Park, Newcastle, Angleterre | Premier tour de l'Euro 1996 | V 3 - 1 | Bulgarie | 90e | du pied gauche | 3-1 | 17e |
| 7e                                  | 26 février 1997 | Parc des Princes, Paris, France | Match amical | V 2 - 1 | Pays-Bas | 83e | du pied droit | 2-1 | 24e |
| Total                               | 7 buts (5 du pied droit, 1 du pied gauche et 1 de la tête), dont 1 pénalty, en 26 sélections entre le 17 février 1993 et le 7 juin 1997. | 7 buts (5 du pied droit, 1 du pied gauche et 1 de la tête), dont 1 pénalty, en 26 sélections entre le 17 février 1993 et le 7 juin 1997. | 7 buts (5 du pied droit, 1 du pied gauche et 1 de la tête), dont 1 pénalty, en 26 sélections entre le 17 février 1993 et le 7 juin 1997. | 7 buts (5 du pied droit, 1 du pied gauche et 1 de la tête), dont 1 pénalty, en 26 sélections entre le 17 février 1993 et le 7 juin 1997. | 7 buts (5 du pied droit, 1 du pied gauche et 1 de la tête), dont 1 pénalty, en 26 sélections entre le 17 février 1993 et le 7 juin 1997. | 7 buts (5 du pied droit, 1 du pied gauche et 1 de la tête), dont 1 pénalty, en 26 sélections entre le 17 février 1993 et le 7 juin 1997. | 7 buts (5 du pied droit, 1 du pied gauche et 1 de la tête), dont 1 pénalty, en 26 sélections entre le 17 février 1993 et le 7 juin 1997. | 7 buts (5 du pied droit, 1 du pied gauche et 1 de la tête), dont 1 pénalty, en 26 sélections entre le 17 février 1993 et le 7 juin 1997. | 7 buts (5 du pied droit, 1 du pied gauche et 1 de la tête), dont 1 pénalty, en 26 sélections entre le 17 février 1993 et le 7 juin 1997. |

### Matchs internationaux
| Matchs internationaux de Patrice Loko | Matchs internationaux de Patrice Loko | Matchs internationaux de Patrice Loko          | Matchs internationaux de Patrice Loko | Matchs internationaux de Patrice Loko | Matchs internationaux de Patrice Loko   | Matchs internationaux de Patrice Loko                                       |
| #                                     | Date                                  | Lieu                                           | Adversaire                            | Résultat                              | Compétition                             | Notes                                                                       |
| ------------------------------------- | ------------------------------------- | ---------------------------------------------- | ------------------------------------- | ------------------------------------- | --------------------------------------- | --------------------------------------------------------------------------- |
| 1                                     | 17 février 1993                       | Stade Ramat Gan, Tel Aviv, Israël              | Israël                                | V 4 - 0                               | Éliminatoires de la Coupe du monde 1994 | Entre en jeu à la place de Bixente Lizarazu à la 82e minute.                |
| 2                                     | 27 mars 1993                          | Stade Ernst-Happel, Vienne, Autriche           | Autriche                              | V 1 - 0                               | Éliminatoires de la Coupe du monde 1994 | Entre en jeu à la place de Xavier Gravelaine à la 70e minute.               |
| 3                                     | 17 août 1994                          | Parc Lescure, Bordeaux, France                 | Tchéquie                              | N 2 - 2                               | Match amical                            | Entre en jeu à la place de Christophe Dugarry à la 77e minute.              |
| 4                                     | 8 octobre 1994                        | Stade Geoffroy-Guichard, Saint-Étienne, France | Roumanie                              | N 0 - 0                               | Éliminatoires de l'Euro 1996            | Titulaire, remplacé par Christophe Dugarry à la 83e minute.                 |
| 5                                     | 13 décembre 1994                      | Stade Hüseyin-Avni-Aker, Trabzon, Turquie      | Azerbaïdjan                           | V 2 - 0                               | Éliminatoires de l'Euro 1996            | Titulaire et buteur.                                                        |
| 6                                     | 18 janvier 1995                       | Stade de Galgenwaard, Utrecht, Pays-Bas        | Pays-Bas                              | V 1 - 0                               | Match amical                            | Titulaire et buteur.                                                        |
| 7                                     | 18 janvier 1995                       | Stade Ramat Gan, Tel Aviv, Israël              | Israël                                | N 0 - 0                               | Éliminatoires de l'Euro 1996            | Titulaire.                                                                  |
| 8                                     | 26 avril 1995                         | Stade de la Beaujoire, Nantes, France          | Slovaquie                             | V 4 - 0                               | Éliminatoires de l'Euro 1996            | Titulaire.                                                                  |
| 9                                     | 15 novembre 1995                      | Stade Michel-d'Ornano, Caen, France            | Israël                                | V 2 - 0                               | Éliminatoires de l'Euro 1996            | Entre en jeu à la place de Mickaël Madar à la 63e minute.                   |
| 10                                    | 24 janvier 1996                       | Parc des Princes, Paris, France                | Portugal                              | V 3 - 2                               | Match amical                            | Titulaire, remplacé par Cyrille Pouget à la 78e minute.                     |
| 11                                    | 21 février 1996                       | Stade des Costières, Nîmes, France             | Grèce                                 | V 3 - 1                               | Match amical                            | Titulaire et double buteur.                                                 |
| 12                                    | 29 mai 1996                           | Stade de la Meinau, Strasbourg, France         | Finlande                              | V 2 - 0                               | Match amical                            | Titulaire et buteur, remplacé par Christophe Dugarry à la 46e minute.       |
| 13                                    | 1er juin 1996                         | Gottlieb-Daimler-Stadion, Stuttgart, Allemagne | Allemagne                             | V 1 - 0                               | Match amical                            | Entre en jeu à la place de Zinédine Zidane à la 46e minute.                 |
| 14                                    | 5 juin 1996                           | Stadium Nord, Villeneuve-d'Ascq, France        | Arménie                               | V 2 - 0                               | Match amical                            | Entre en jeu à la place de Youri Djorkaeff à la 46e minute.                 |
| 15                                    | 10 juin 1996                          | St James' Park, Newcastle, Angleterre          | Roumanie                              | V 1 - 0                               | Premier tour de l'Euro 1996             | Entre en jeu à la place de Christophe Dugarry à la 69e minute.              |
| 16                                    | 15 juin 1996                          | Elland Road, Leeds, Angleterre                 | Espagne                               | N 1 - 1                               | Premier tour de l'Euro 1996             | Titulaire, remplacé par Christophe Dugarry à la 74e minute.                 |
| 17                                    | 18 juin 1996                          | St James' Park, Newcastle, Angleterre          | Bulgarie                              | V 3 - 1                               | Premier tour de l'Euro 1996             | Entre en jeu à la place de Christophe Dugarry à la 70e minute, puis buteur. |
| 18                                    | 22 juin 1996                          | Anfield, Liverpool, Angleterre                 | Pays-Bas                              | N 0 - 0 5-4 t.a.b                     | Quart de finale de l'Euro 1996          | Titulaire, remplacé par Christophe Dugarry à la 62e minute.                 |
| 19                                    | 26 juin 1996                          | Old Trafford, Manchester, Angleterre           | Tchéquie                              | N 0 - 0 5-6 t.a.b                     | Demi-finale de l'Euro 1996              | Titulaire.                                                                  |
| 20                                    | 31 août 1996                          | Parc des Princes, Paris, France                | Mexique                               | V 2 - 0                               | Match amical                            | Titulaire, remplacé par Robert Pirès à la 46e minute.                       |
| 21                                    | 9 octobre 1996                        | Parc des Princes, Paris, France                | Turquie                               | V 4 - 0                               | Match amical                            | Titulaire, remplacé par Robert Pirès à la 72e minute.                       |
| 22                                    | 9 novembre 1996                       | Parken Stadium, Copenhague, Danemark           | Danemark                              | D 0 - 1                               | Match amical                            | Entre en jeu à la place de Corentin Martins à la 62e minute.                |
| 23                                    | 22 janvier 1997                       | Estádio 1.º de Maio (pt), Braga, Portugal      | Portugal                              | V 2 - 0                               | Match amical                            | Entre en jeu à la place de Christophe Dugarry à la 78e minute.              |
| 24                                    | 26 février 1997                       | Parc des Princes, Paris, France                | Pays-Bas                              | V 2 - 1                               | Match amical                            | Entre en jeu à la place d'Ibrahim Ba à la 78e minute, puis buteur.          |
| 25                                    | 2 avril 1997                          | Parc des Princes, Paris, France                | Suède                                 | V 1 - 0                               | Match amical                            | Entre en jeu à la place de Christophe Dugarry à la 56e minute.              |
| 26                                    | 7 juin 1997                           | Stade de la Mosson, Montpellier, France        | Angleterre                            | D 0 - 1                               | Tournoi de France 1997                  | Entre en jeu à la place de Nicolas Ouédec à la 63e minute.                  |

## Palmarès

### En club
- Paris Saint-Germain: 
  - Coupe d'Europe des Vainqueurs de Coupe: Vainqueur en 1996
  - Coupe de France: Vainqueur en 1998
  - Coupe de la Ligue: Vainqueur en 1998
  - Trophée des Champions: Vainqueur en 1998
  - Supercoupe d'Europe : Finaliste en 1996
  - Coupe d'Europe des Vainqueurs de Coupe: Finaliste en 1997
  - Vice-champion de France en 1996 et 1997
- FC Nantes:
  - Champion de France: 1995
  - Coupe de France: Finaliste en 1993
- Montpellier Hérault Sport Club:
  - Coupe Intertoto: Vainqueur en 1999
- Olympique lyonnais: 
  - Vice-champion de France en 2001
  - Coupe de la Ligue en 2001[8],[9]

### Distinction individuelle
- Meilleur buteur du championnat de France en 1995 (22 buts) avec le FC Nantes

### Records

#### En club
- Membre du FC Nantes concédant le plus petit nombre de défaites sur une seule saison de l'histoire de la Division 1 avec une seule défaite en 1995

#### En équipe de France
- Membre de l'équipe alignant 30 matchs sans défaite (entre février 1994 et octobre 1996) et ce pour la première fois de l'histoire du football français

## Source
- Collectif, Les Jaunes en Bleu, l'album des 62 internationaux nantais, hors série Presse-Océan, 2008, cf. page 28.